# Baylander (IX-514)
 (septembre 2021).
Le Baylander (IX-514), ex-YFU-79, était un porte-hélicoptères d'entraînement (Helicopter Landing Trainer), de l'United States Navy, présenté comme le plus petit porte-avions au monde. Il a servi de site d'atterrissage d'entraînement pour les pilotes d'hélicoptères de la marine, de l'armée, de l'armée de l'air, du corps des marines, de la garde côtière et de la garde nationale des États-Unis.

## Historique
Le navire est entré en opération avec la marine des États-Unis en 1968 en tant qu'embarcation utilitaire portuaire YFU-79 et a servi pendant la guerre du Vietnam et, à partir du milieu des années 1970, il a servi dans l'armée des États-Unis. À la fin de la guerre il a été retiré à la base navale de Guam. Au milieu des années 1980, il a été rendu à la Marine et converti en porte-hélicoptères d'entraînement par Bender Shipbuilding à Mobile, en Alabama, entrant en service le 31 mars 1986 à la base aéronavale de Pensacola, en Floride. En août 2006, il avait réalisé 100.000 atterrissages en hélicoptère sans accident, et au moment de sa retraite avait dépassé 120.000 atterrissages. Son pont d'hélicoptère était de la même taille que celui d'une frégate de la classe Oliver Hazard Perry.

## Préservation
Après avoir été mis hors service et rayé du registre naval en 2011 , le Baylander a été vendu à des particuliers au lieu d'être mis au rebut. En 2014, il a été déplacé vers la marina de Brooklyn Bridge Park à New York et a ouvert ses portes en tant que navire-musée. À la mi-2016, le navire avait été relocalisé à West Harlem Piers sur la rivière Hudson. Depuis juillet 2020, le Baylander sert de restaurant et de bar.

## Galerie
|  |
|  |

|  |
|  |